# Großherzoglich-Sächsische Kunstschule Weimar

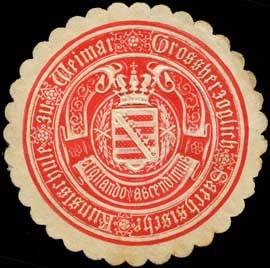
Siegelmarke der Grossherzoglich Sächsischen Kunstschule zu Weimar

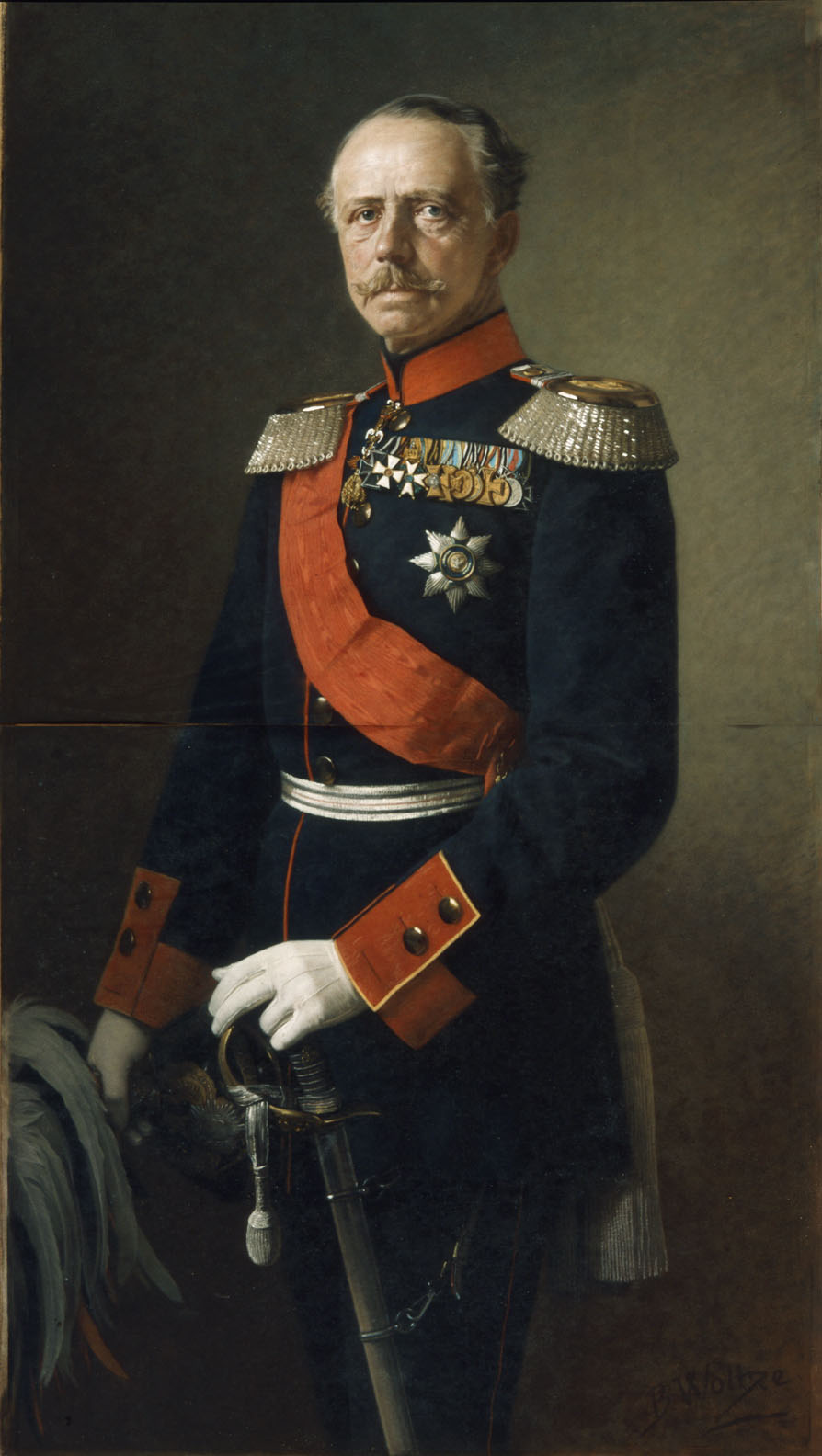
Großherzog Carl Alexander von Sachsen-Weimar-Eisenach

Die Großherzoglich-Sächsische Kunstschule Weimar war eine per Statut vom 1. Oktober 1860 durch Großherzog Carl Alexander von Sachsen-Weimar gegründete Bildungseinrichtung künstlerischer Ausrichtung, die bis zum Jahr 1910 bestand. Danach wurde sie nach Reorganisation in den Rang einer Kunsthochschule erhoben und hieß fortan Großherzoglich-Sächsische Hochschule für Bildende Kunst in Weimar. Sie ist der Ursprung für die heutige Bauhaus-Universität Weimar.
Die Kunstschule Weimar ist nicht mit der Fürstlichen freyen Zeichenschule zu verwechseln, die von 1776 bis 1930 existierte und ab 1860 ihre Schüler in einer Vorstufe auf die Aufnahme in die Kunstschule vorbereitete.

## Die Weimarer Malerschule
Die Bezeichnung Weimarer Malerschule steht kunsthistorisch für eine von 1860 bis 1900 dauernde, in Deutschland wesentliche Strömung der Landschaftsmalerei, die ihre Wurzeln in der Schule von Barbizon hatte und deren deutsches Gegenstück ist. Sie ist der Inbegriff der Landschaftsmalerei in der Lehre, die sich von der Tradition der Ateliermalerei und den Vorgaben des Neoklassizismus abgewandt hatte und zur Freiluftmalerei übergangenen war. Kunsthistorisch steht sie einzigartig da, weil die Abwendung von der traditionellen Auffassung der Landschaftsmalerei direkt von den Lehrern an der Malerschule erfolgt war, also weder über eine außerhalb der Malerschule etablierte Gegenbewegung (wie eine für sich agierende Künstlerkolonie) noch mittels einer Secessions-Bewegung erfolgt war.

## Weimar als Kunstzentrum
Seit 1776 wurde auf Privatinitiative und durch Mitwirkung von Herzog Karl August von Sachsen-Weimar-Eisenach die Fürstlich freye Zeichenschule gegründet. Es stand die Sinnhaftigkeit dahinter, zur Qualitätssteigerung der heimischen Produkte die ortsansässigen Handwerker zu fördern, um auf dem Markt besser bestehen zu können. Nach 1860 nahm sie die Vorschulfunktion für die Weimarer Malerschule ein. Hier fiel mit die Entscheidung, ob der Kandidat als Schüler in der Weimarer Kunstschule aufgenommen wurde.

## Zur Organisation

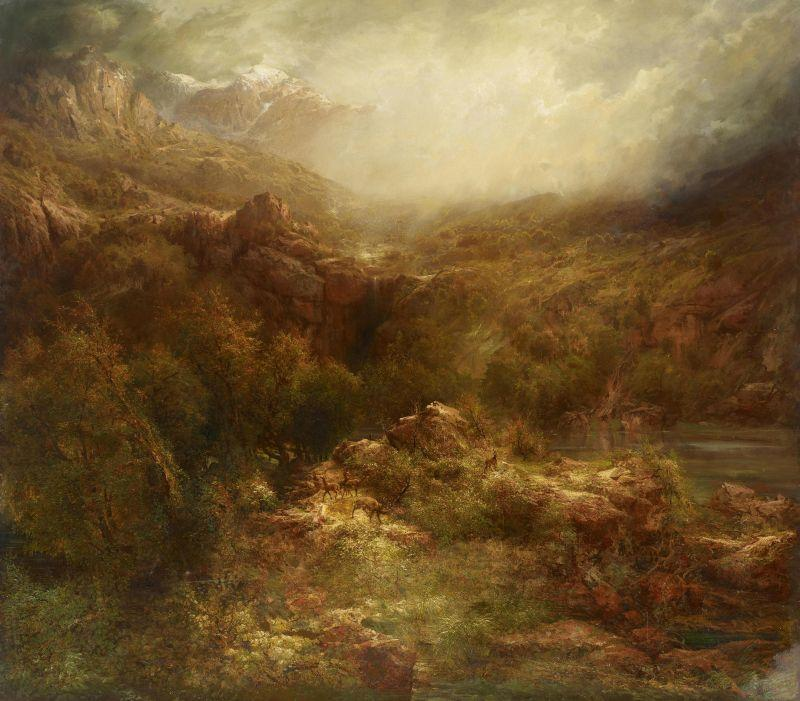
Carl Hummel: Einsames Wildbachtal im Gebirge (1864), Privatbesitz

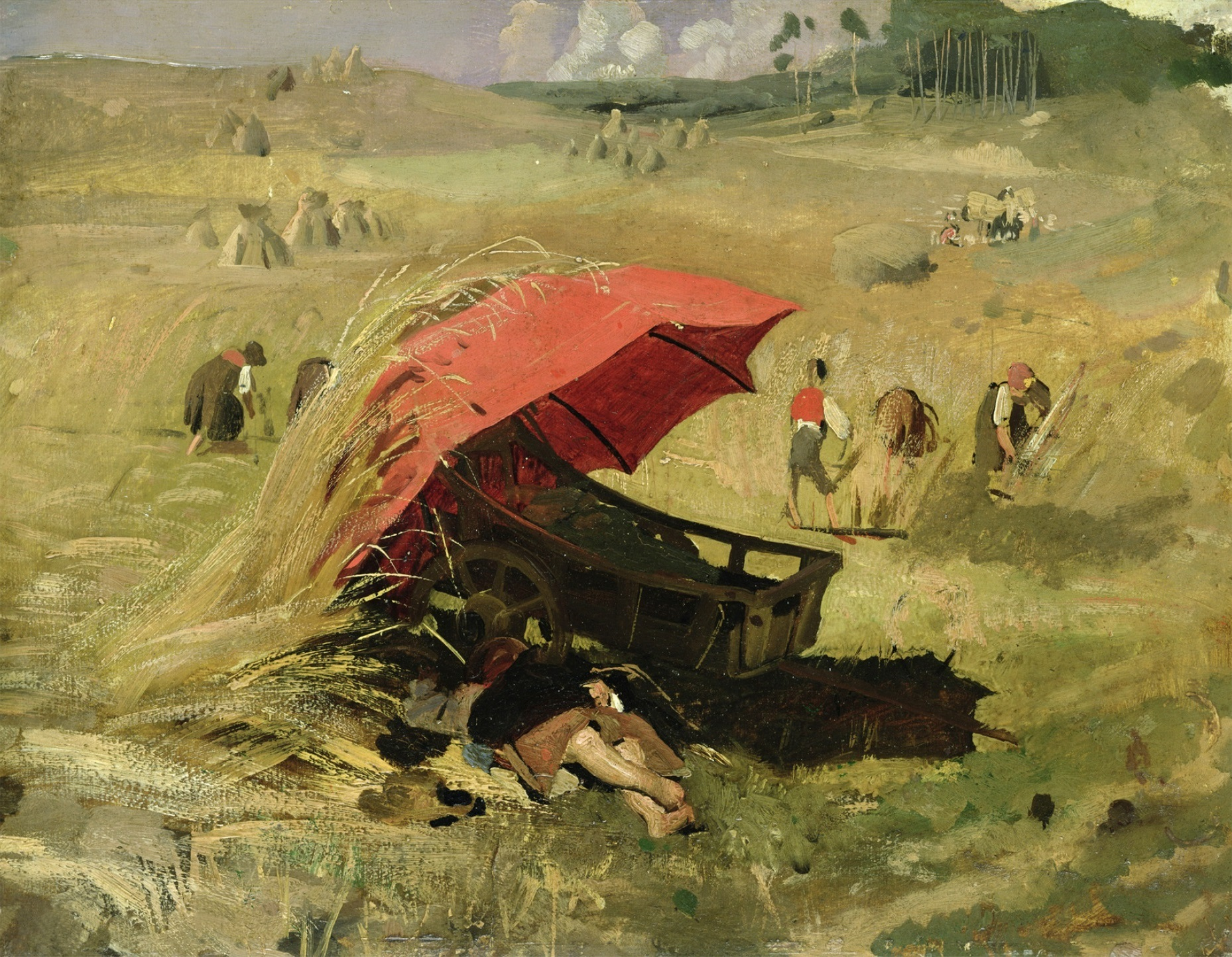
Franz von Lenbach: Der rote Schirm (1880), Kunsthalle Hamburg

Schon zu Beginn dieser Kunstschule im Jahre 1860 wurde die Hierarchie der angebotenen Fächer aufgehoben, was mit der Abschaffung der Rangordnung im Lehrkörper einherging. Dies betraf vor allem die Historienmalerei, das Genre und die Landschaftsmalerei, welche an den damaligen Kunstschulen immer eine Wertigkeit innegehabt hatten. Darüber hinaus verzichtete man auf die Klasseneinteilung, und die Schüler konnten sich ihren Lehrer selber wählen. Damit konnte der Lehrer seinen Schüler während des ganzen Aufenthaltes individuell fördern. Diese wesentlichen Änderungen wurden erst 14 Jahre später, zusammen mit dem Mäzen, dem Großherzog, schriftlich festgehalten.
Für die Studenten wurde ein breit gefächerter Kanon angeboten. Er umfasste u. a. die Fächer
- Kunstgeschichte,
- Ästhetik,
- Kostümkunde,
- Perspektive,
- Anatomie,
- Figurmalerei,
- Portraitmalerei,
- Historienmalerei,
- Genremalerei,
- Landschaftsmalerei,
- Tiermalerei und
- Naturmalerei.[6]

Zu Beginn des Studiums blieb das Zeichnen im Antiksaal Pflicht.
Beim Berufungsverfahren für eine neue Lehrstelle nahm der gesamte Lehrkörper teil. Die letzte Entscheidung verblieb jedoch beim Landesherrn.
Diese kleine Kunstschule hatte im Jahre 1882 44 Schüler und zum Wintersemester 1887/88 schon 63 Schüler. Wegen des Erreichens ihrer Kapazität wurde ab 1888 die Studentenzahl begrenzt. Dieses Kapazitätsproblem bestand schon in den 1860er Jahren, als die Verwaltung im Jahre 1866 festhielt, in Weimar neue Atelierflächen zu suchen, weil die vorhandenen Räumlichkeiten nicht mehr ausreichten. Der Jahresbeitrag, also für zwei Semester, betrug damals 80 Mark. Ab 1895 wurde diese Schule erstmals auch für angehende Künstlerinnen geöffnet.

## Die Zeit von 1860 bis 1900 und Kunstwende

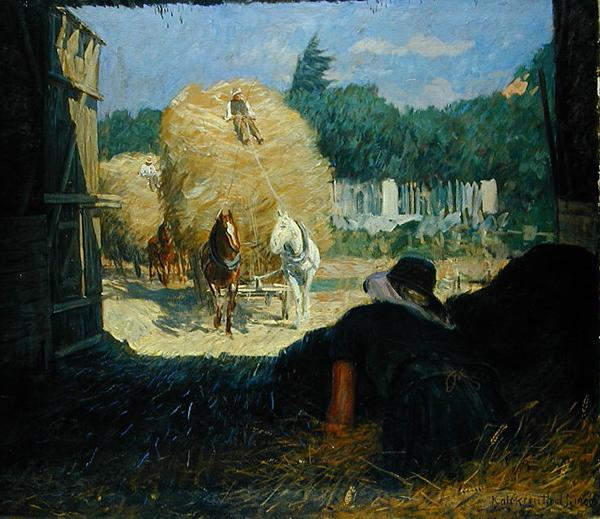
Leopold von Kalckreuth (1900): Erntezeit, Kunsthalle Hamburg

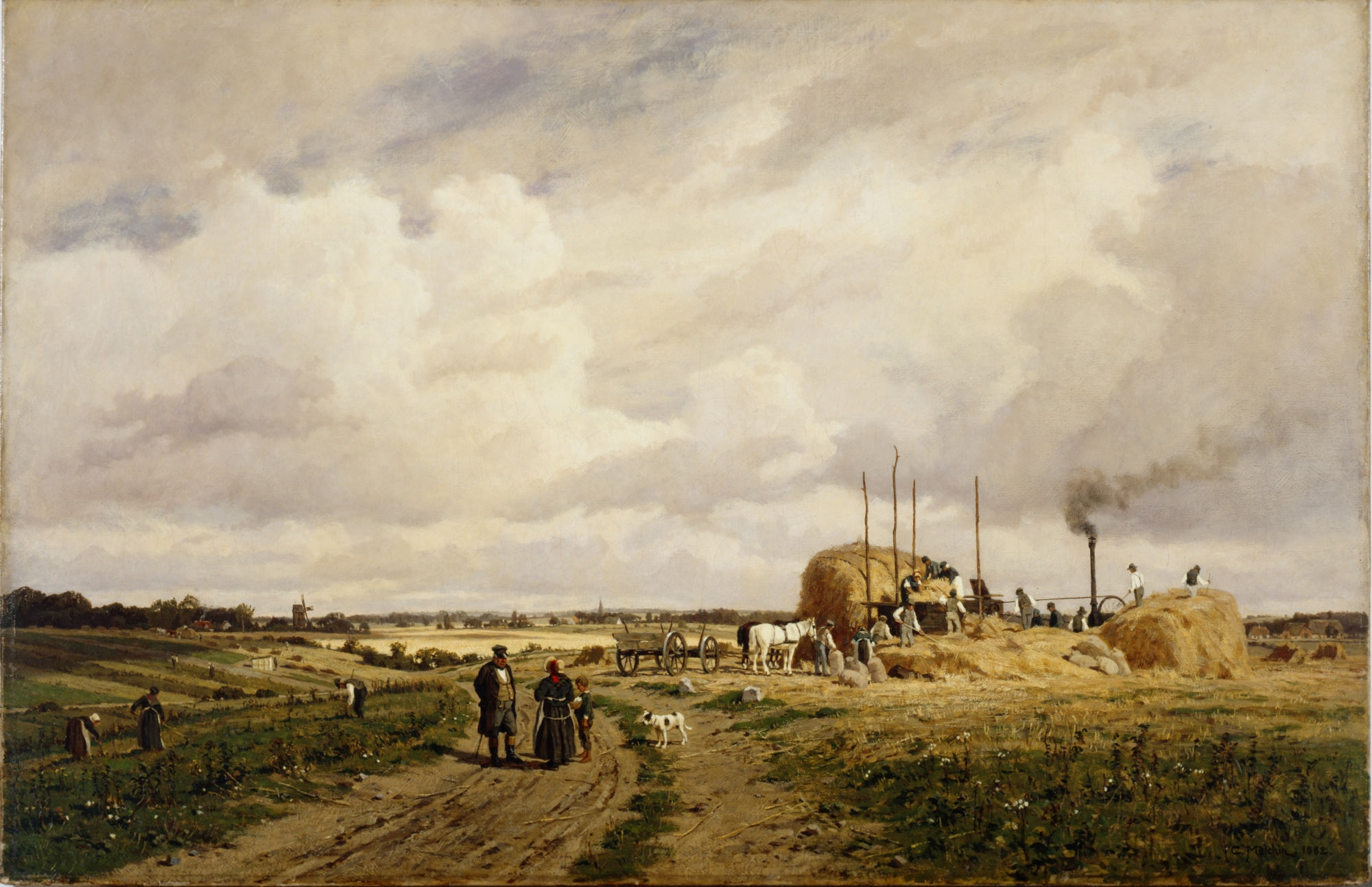
Carl Malchin (1882): Einsatz der ersten Dreschmaschine in Lankow bei Schwerin, Deutsches Historisches Museum, Berlin

Am 1. Oktober 1860 gründete Großherzog Carl Alexander von Sachsen-Weimar-Eisenach zusammen mit dem Maler Stanislaus Graf von Kalkreuth die Großherzogliche Kunstschule zu Weimar. Zunächst wurde diese Kunstschule von Landesherrn selbst finanziert. Im Jahre 1874 trat der erste Direktor, Graf von Kalkreuth, von seinem Posten zurück. Mit ausschlaggebend dafür waren Spannungen zum Landesherrn, die in dem eingeschlagenen Weg zur Ausbildung, der Wahl der Lehrkräfte und das Verhältnis zur Fürstlichen freyen Zeichenschule ihre Ursache hatten. Sein Nachfolger wurde der Landschaftsmaler Theodor Hagen, der die Öffnung der Ausbildung in der Kunstschule in die Richtung der Schule von Barbizon weiter vorantrieb.
Seit 1866 wurden Werke von Vertretern der Kunstschule im Kunstgebäude und auf nationalen und internationalen Ausstellungen gezeigt. Dies geschah durch direkte Förderung und Betreuung durch die Verwaltung. Im Jahre 1879 sollte sich der große Durchbruch der Weimarer Schule auf der II. Internationalen Kunstausstellung zu München einstellen. Es war ein Landschaftsbild von Theodor Hagen, das besondere Aufmerksamkeit bei Publikum und Kritikern erlangte. Der Name der Weimarer Malerschule trat endlich aus dem Schatten hervor und erlangte in Deutschland einen sehr hohen Stellenwert. Wesentlich für die Weimarer Schule war die wirklichkeitsorientierte Farb- und Lichtbehandlung in der Tafelmalerei.
Im Jahre 1881 trat auch Theodor Hagen als Direktor zurück. Er hatte ebenfalls mit denselben Problemen zu kämpfen wie sein Vorgänger, und er war für die Verwaltungstätigkeit nicht genug vorbereitet.
Im Jahre 1889 brachte der Vortrag von Emil Heilbut Bewegung in die Lehrauffassung, bei der Orientierung der Studenten und den freischaffenden Malern. Neben seinem Vortrag über den französischen Impressionismus zeigte er drei Werke von Claude Monet.

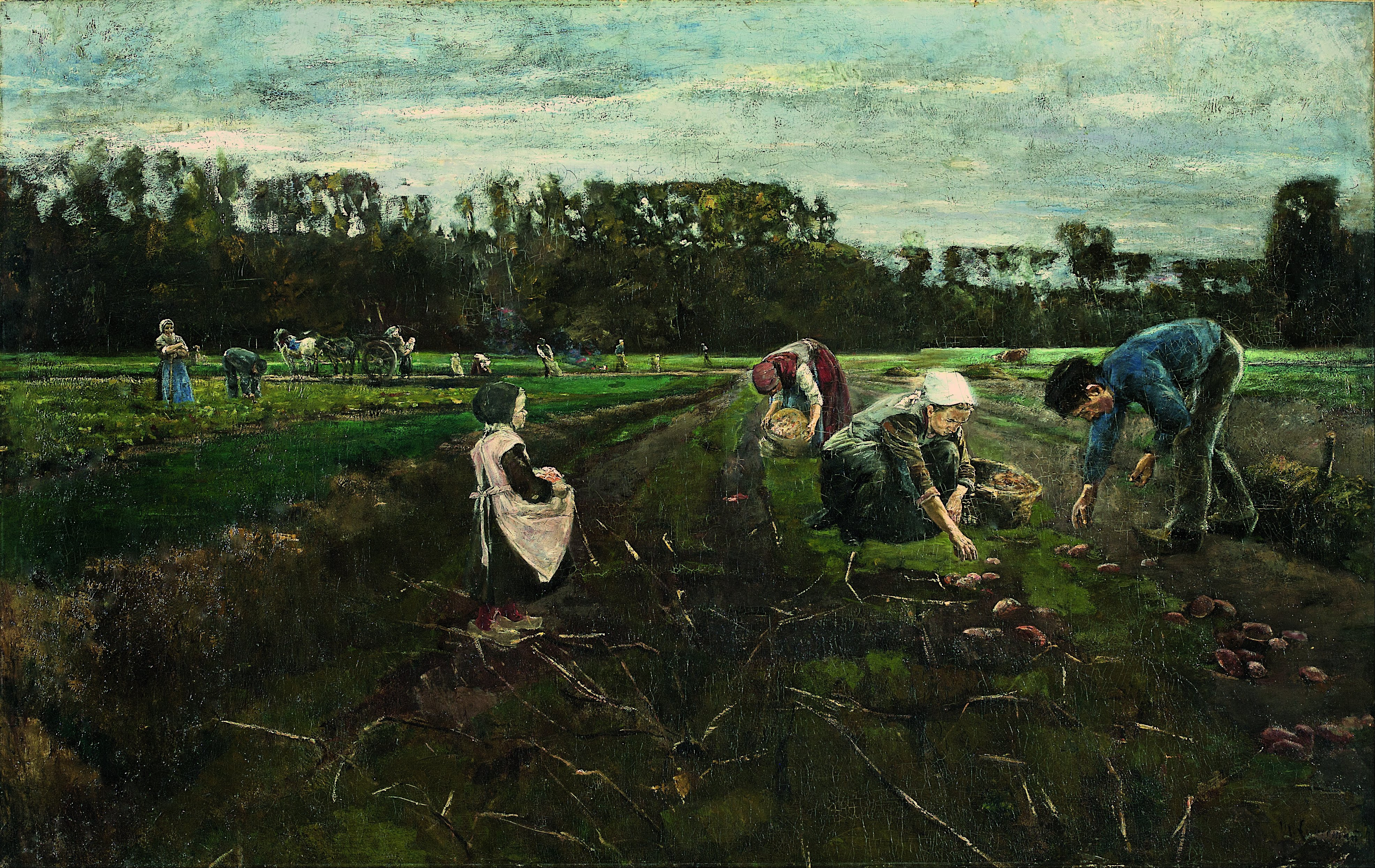
Max Liebermann: Kartoffelernte (1875), Museum Kunstpalast Düsseldorf

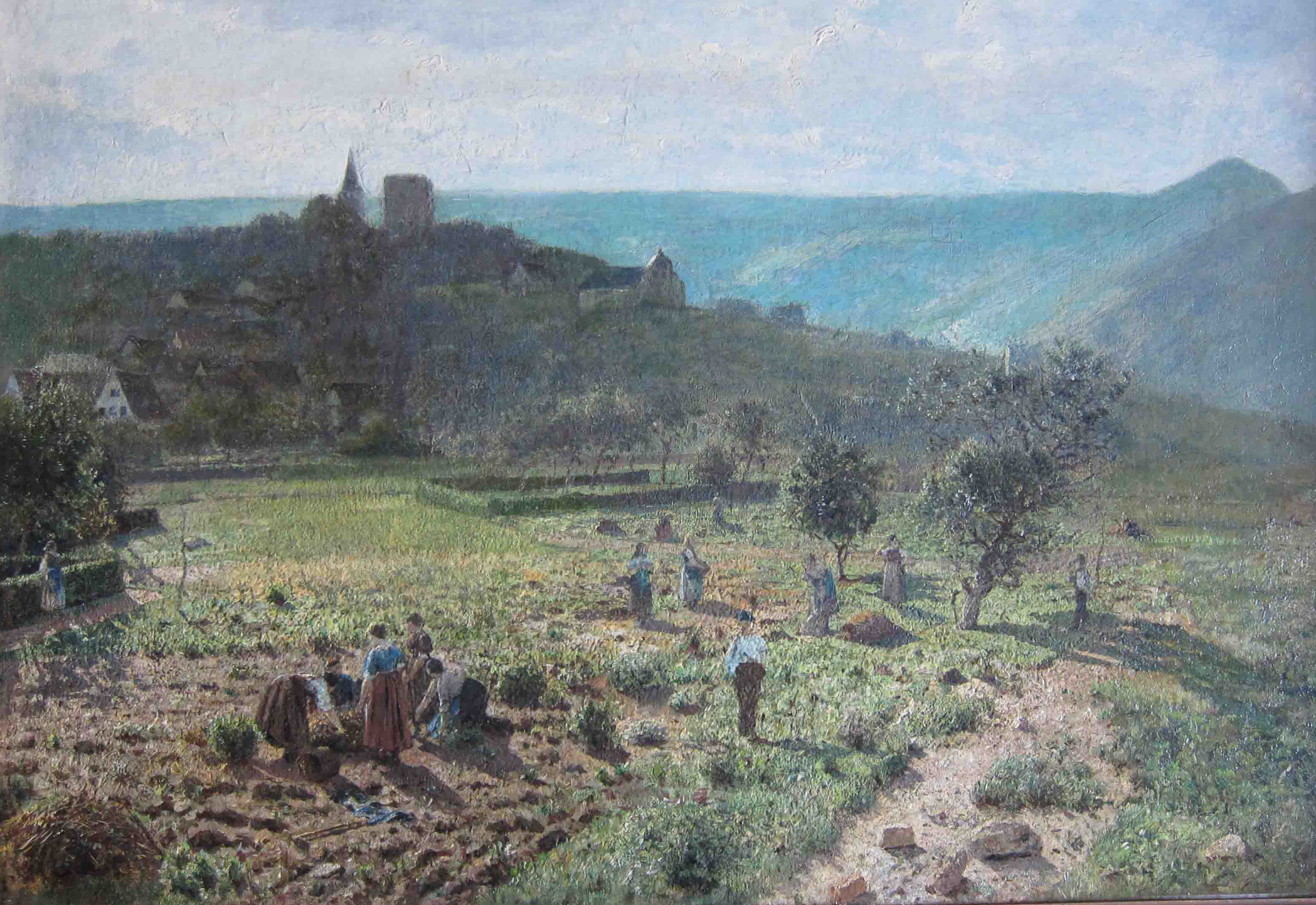
Theodor Hagen: Kartoffelernte, Privatbesitz

Der wohl bekannteste Schüler der Weimarer Kunstschule war Max Liebermann. Neben Lovis Corinth und Max Slevogt zählt er in Deutschland zu denjenigen Künstlern, die den Impressionismus maßgeblich entwickelt hatten.
Im Jahre 1892 fand zur Goldenen Hochzeit des Herrscherpaares eine Kunstausstellung statt. Dies geschah in Verbindung mit der Eröffnung des neuen Oberlichtsaals im Ausstellungsbereich. Gezeigt wurden Kunstwerke des französischen Impressionismus, so von Charles-François Daubigny, Jean-François Millet und Théodore Rousseau. Diese Schau wurde ein großer Erfolg.
Der Winter 1900/1901 sollte für die Weimarer Kunstschule das Ende bedeuten. Ihr Förderer und Mäzen Großherzog Carl Alexander von Sachsen-Weimar-Eisenach starb am 5. Januar 1901, und damit fehlte die wesentliche, treibende Kraft. Auch wenn sein Nachfolger entsprechend den neuen gesellschaftlichen, kulturellen und industriellen Herausforderungen eine Umstrukturierung in die Wege leitete, so konnte die ab 1910 existierende Großherzoglich Sächsische Hochschule für bildende Kunst in Weimar die alte Hochzeit mit ihren Erfolgen nicht mehr zurückholen. Hinzu kam, dass die wesentlichen Köpfe der Kunstausbildung aus Altersgründen entweder nicht mehr an der Lehrtätigkeit beteiligt oder zwischenzeitlich verstorben waren. Es folgte eine neue Lehrergeneration, die sich zur Moderne geöffnet hatte, also in der geistigen Tradition der Lehrer der alten Weimarer Hochschule zur Öffnung in der Kunst.
Im Jahre 1901 wurde die Kunstschule dem Ministerialdepartement des Großherzoglichen Hauses unterstellt und damit von einer vom ehemaligen Landesherren privat geführten in eine nunmehr Staatliche Anstalt umgewandelt.
Das Wirken der Weimarer Malerschule hat Walther Scheidig aufgearbeitet, der viele Jahre über der Leiter der Staatlichen Kunstsammlungen zu Weimar war.

## Die Hochschule für bildende Kunst als Nachfolgerin

Max Ackermann (links) und Kommilitonen beim „Abendakt“ von Professor Hans Olde (vorne rechts)

Unter Großherzog Wilhelm Ernst von Sachsen-Weimar Eisenach wurde die Kunstschule durch den Maler Hans Olde unter Einbeziehung von Adolf Brütt als Leiter der neu gegründeten Weimarer Bildhauerschule (1905) und der von Henry van de Velde geleiteten Grossherzoglich-Sächsischen Kunstgewerbeschule Weimar (1908) zu einer Grossherzoglich-Sächsischen Hochschule für bildende Kunst in Weimar ausgebaut (3. Juni 1910). 1910 wurde Fritz Mackensen Direktor der Hochschule.
Der noch von Wilhelm Ernst eingesetzte Walter Gropius gründete 1919 das Staatliche Bauhaus zu Weimar, aus dem am 1. April 1921 die Staatliche Hochschule für bildende Kunst ausgegliedert und dann 1925 gänzlich aufgelöst wurde. Unter Otto Bartning wurden die vorhandenen Weimarer Institutionen zur Staatlichen Bauhochschule und Hochschule für Handwerk und Baukunst zusammengefasst. Eine Reorganisation als Staatliche Hochschulen für Baukunst, bildende Künste und Handwerk in Weimar erfolgte unter Paul Schultze-Naumburg (1. April 1930). Unter Leitung von Gerd Offenberg entstand zehn Jahre später die Hochschule für Baukunst und bildende Künste im Range einer Technischen Hochschule. Hermann Henselmann führte die Hochschule 1946 bis 1951 weiter. Die nachfolgende Hochschule für Architektur und Bauwesen wurde seit der politischen Wende 1989 weitgreifend umstrukturiert und trägt seit dem 17. Mai 1996 den verpflichtenden Traditionsnamen Bauhaus-Universität Weimar.

## Das Kunstschulgebäude

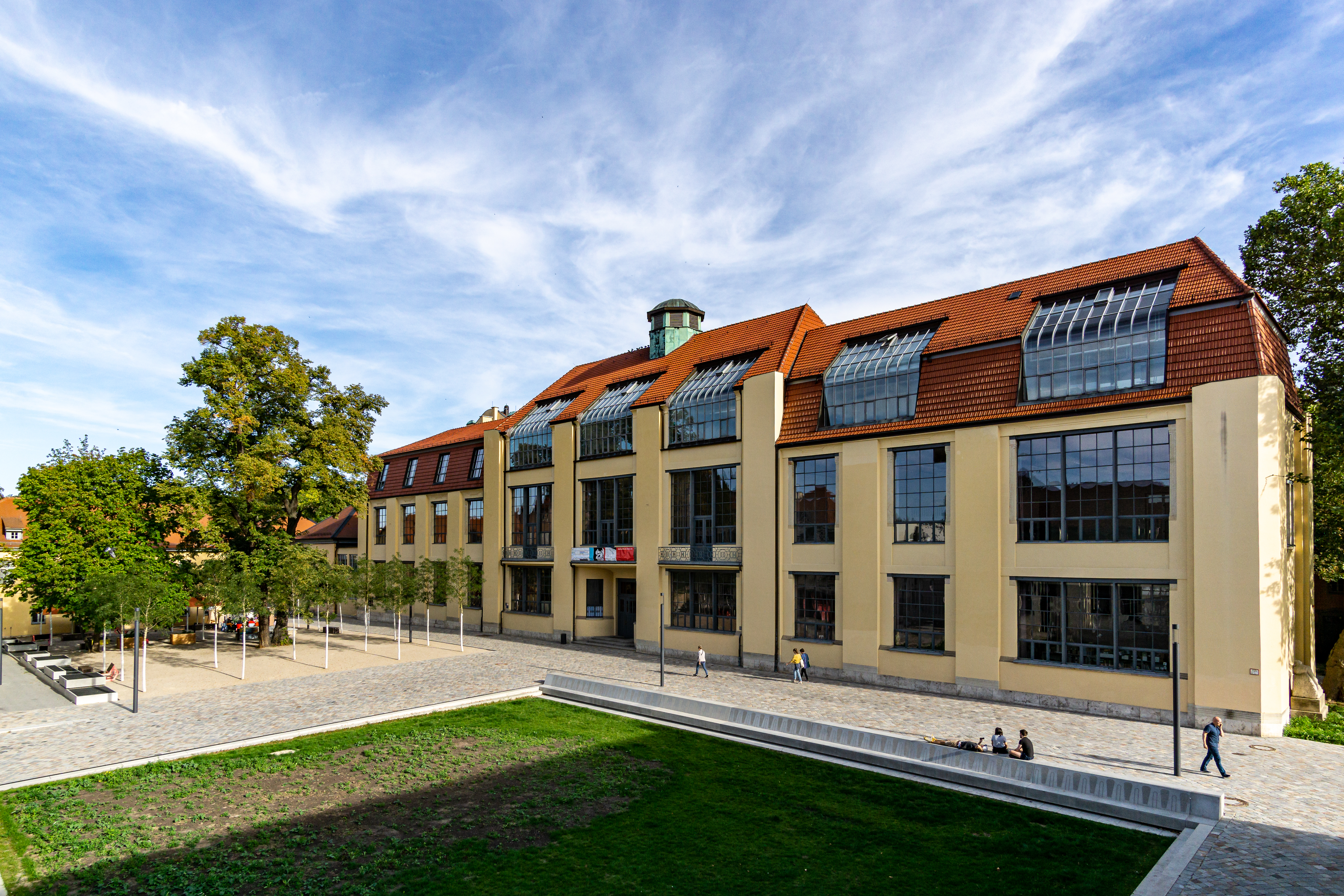
1904 von Henry van de Velde erbautes Kunstschulgebäude, 1911 zur jetzigen Größe erweitert; heute Hauptgebäude der Bauhaus-Universität

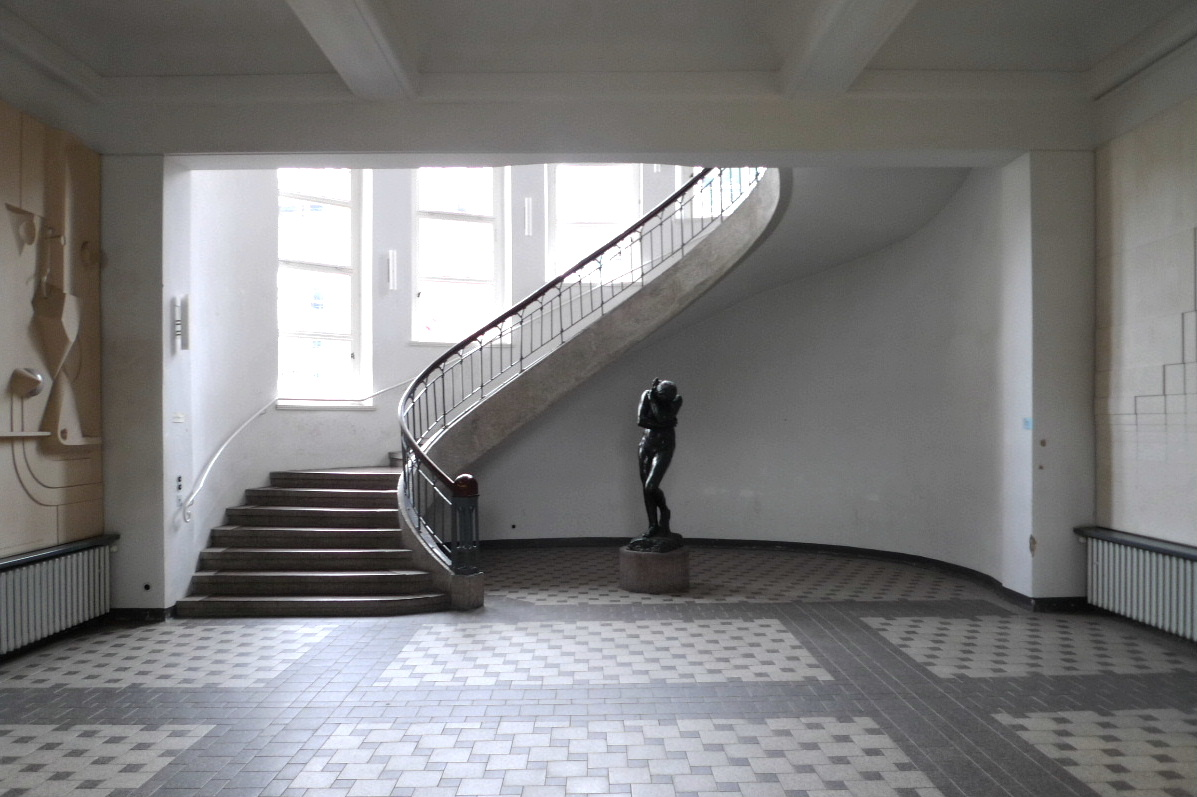
Blick in die Situation Eingangshalle mit dem elliptisch angelegten Treppenhaus und Rodins Eva

Bei ihrer Gründung 1860 war die Kunstschule zunächst in einem notdürftig hergerichteten Heumagazin untergebracht. Das neue Kunstschulgebäude (auch „Ateliergebäude“ genannt) wurde in zwei Bauphasen 1904/05 und 1911 gegenüber dem Kunstgewerbeschulbau von 1905/06 an der damaligen Kunstschulstraße nach den Plänen von Henry van de Velde errichtet. Beide Bauwerke sind dem Jugendstil verpflichtet und Ausdruck für die beginnende Erneuerung der Architektur auf Grundlage eines funktions- und materialgerechten Gestaltens. Besonders bemerkenswert im Inneren des Gebäudes sind die Wandgestaltungen von Herbert Bayer und Joost Schmidt, der Oberlichtsaal, das elliptisch angelegte Treppenhaus und die Eva von Auguste Rodin.

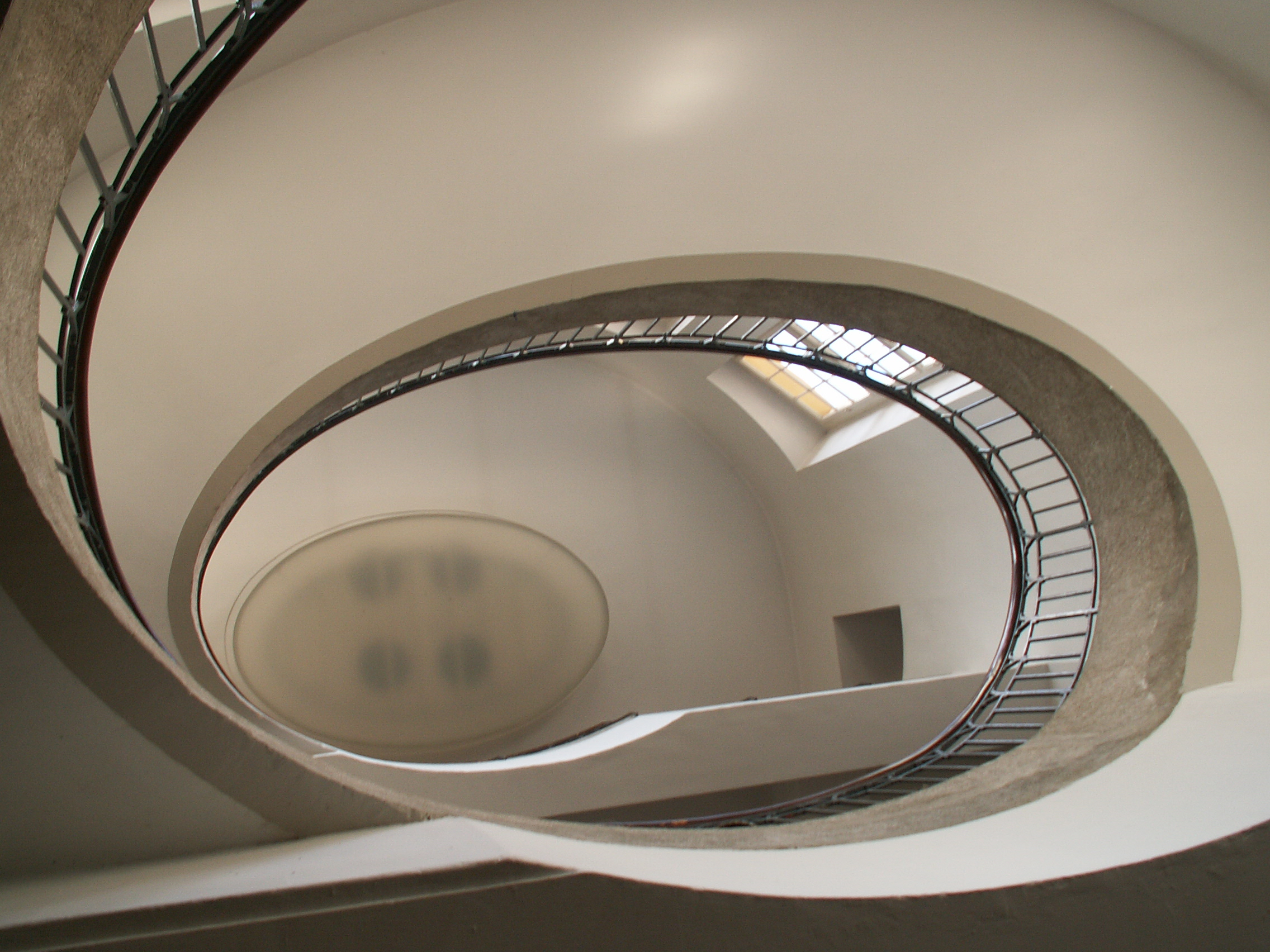
Auge des Treppenhauses der Bauhausuniversität (Van-de-Velde-Bau), hier Deckenuntersicht

Im Dezember 1996 wurde das Kunstschulgebäude zusammen mit dem Kunstgewerbeschulbau (Van-de-Velde-Bau) in die UNESCO-Welterbeliste aufgenommen. 1999 wurde durch die Sanierung unter Leitung des Architekten Thomas van den Valentyn weitgehend der Originalzustand wiederhergestellt, dazu gehörte unter anderem das 1923 als „Gesamtkunstwerk“ für die Bauhausausstellung von 1923 entworfene Gropiuszimmer (Direktorenzimmer von Walter Gropius), das im Originalzustand bis zum Frühjahr 1925 existierte.
Als Hauptgebäude der Bauhaus-Universität Weimar in der Geschwister-Scholl-Straße 8 wird es heute durch die Fakultät Architektur mit Dekanat, die Fakultät Gestaltung und das Rektoramt genutzt.

## Ausstellungen
- 1960 Die Weimarer Malerschule: Ausstellung zum Gedächtnis der Gründung der Weimarer Kunstschule im Jahre 1860, Weimar
- 2010 Hinaus in die Natur! Barbizon, die Weimarer Malerschule und der Aufbruch zum Impressionismus, Weimar
- 2011 Die Weimarer Malerschule und das Weimarer Land, Kunsthaus Apolda Avantgarde, Apolda
- 2011 Die Weimarer Malerschule, Kunststation Kleinsassen, Kleinsassen bei Fulda

## Liste von Lehrern und Leitern
Diese Liste ist nach dem Datum der Berufung geordnet. Sie erhebt keinen Anspruch auf Vollständigkeit.
| Name                      | Lebens- daten | Klasse                                 | Lehrer von/bis | Leiter von/bis | Schüler   | Anmerkungen                                                                              |
| ------------------------- | ------------- | -------------------------------------- | -------------- | -------------- | --------- | ---------------------------------------------------------------------------------------- |
| Stanislaus von Kalckreuth | 1820–1894     |                                        |                | 1860–1876      |           |                                                                                          |
| Alexander Michelis        | 1823–1868     |                                        | 1863–1868      |                |           |                                                                                          |
| Arnold Böcklin            | 1827–1901     |                                        | 1860–1862      |                |           |                                                                                          |
| Arthur von Ramberg        | 1819–1875     |                                        | 1860–1866      |                |           |                                                                                          |
| Carl Hummel               | 1821–1906     | Landschaftsmalerei                     | 1860–?         |                |           |                                                                                          |
| Franz von Lenbach         | 1836–1904     |                                        | 1860–?         |                |           |                                                                                          |
| Johann Wilhelm Cordes     | 1824–1869     |                                        | 1860–1869      |                |           |                                                                                          |
| Reinhold Begas            | 1831–1911     |                                        | 1861–1863      |                |           |                                                                                          |
| Ferdinand Pauwels         | 1830–1904     | Historienmalerei                       | 1862–1872      |                |           |                                                                                          |
| Bernhard Plockhorst       | 1825–1907     | Historien- und Portraitmalerei, Grafik | 1866–1869      |                |           |                                                                                          |
| Paul Thumann              | 1834–1908     | Genremalerei                           | 1866–?         |                |           | zuvor Schüler von F. Pauwels                                                             |
| Max Schmidt               | 1818–1901     |                                        | 1868–1872      |                |           |                                                                                          |
| Charles Verlat            | 1824–1890     | Tiermalerei                            | 1869–?         |                |           |                                                                                          |
| Karl Gussow               | 1843–1907     |                                        | 1870           |                |           |                                                                                          |
| Theodor Hagen             | 1842–1919     | Landschaftsmalerei                     | 1871           | 1877–1881      |           | wendet sich 1881 wieder dem Lehren zu                                                    |
| Albert Baur               | 1835–1906     |                                        | 1872-(1876?)   |                |           |                                                                                          |
| Ferdinand Schauss         | 1832–1916     | Porträt- und Genremalerei              | 1873–1876      |                |           |                                                                                          |
| Franz Gustav Arndt        | 1842–1905     | Landschaftsmalerei                     | 1876–?         |                |           | zuvor Schüler, 1879–1881 Sekretär der Kunstschule                                        |
| Willem Linnig der Jüngere | 1842–1890     | Genre- und Historienmalerei            | 1876–1882      |                |           | zuvor Schüler                                                                            |
| Alexander Struys          | 1852–1941     | Historienmalerei                       | 1877–1882      |                |           |                                                                                          |
| Albert Brendel            | 1827–1895     | Tiermalerei                            | 1875–1895      | 1882–1885      |           |                                                                                          |
| Ernst Henseler            | 1852–1940     | Malerei und Zeichnen                   | ab 1881        |                |           | zuvor Schüler, später Professor                                                          |
| Max Thedy                 | 1858–1924     |                                        | 1883–1910      |                |           | später Professor (1910–1920) und Direktor (1914/15–1919) der Kunsthochschule             |
| Leopold von Kalckreuth    | 1855–1928     |                                        | 1885–1890      |                |           | zuvor Schüler, Sohn von Stanislaus Kalckreuth                                            |
| Hermann Arnold            | 1846–1896     |                                        | 1885–1896      |                |           | Sekretär 1885 bis 1889                                                                   |
| Edgar Meyer               | 1853–1925     |                                        | 1886–?         |                |           |                                                                                          |
| Franz Bunke               | 1857–1939     | Landschaftsmalerei                     | 1886–?         |                | 1878–1882 | 1882–1884 Meisterschüler bei Th. Hagen                                                   |
| Carl Frithjof Smith       | 1859–1917     | Porträt- und Genremalerei              | 1890–1904      |                |           | Norweger                                                                                 |
| Berthold Paul Förster     | 1851–1925     | Perspektive                            | 1896–1915      |                |           | 1877–1884 Meisterschüler bei Th. Hagen 1896–1915 zugleich Sekretär bzw. Syndikus         |
| Hans Olde                 | 1855–1917     |                                        |                | 1902–1910      |           | etabliert die Kunstschule als Hochschule Zulassung von Frauen zum Studium (Kunstgewerbe) |
| Ludwig von Hofmann        | 1861–1945     |                                        | 1903–1907      |                |           | Vorreiter der Bewegung Neues Weimar                                                      |
| Sascha Schneider          | 1870–1927     | Aktmalerei                             | 1904–1908      |                |           |                                                                                          |
| Fritz Mackensen           | 1866–1953     | Naturmalerei                           | 1908–1914      | 1910–1914      |           |                                                                                          |
| Gari Melchers             | 1860–1932     |                                        | 1909–1914      |                |           | Amerikaner (deutscher Vater)                                                             |
| Albin Egger-Lienz         | 1868–1926     |                                        | 1912–1913      |                |           |                                                                                          |
| Theodor Schindler         | 1870–1950     |                                        | 1913–1914      |                |           | Vertretung für Gari Melchers                                                             |

## Liste von Schülern der Kunstschule

### An der Weimarer Kunstschule Weiterstudierende

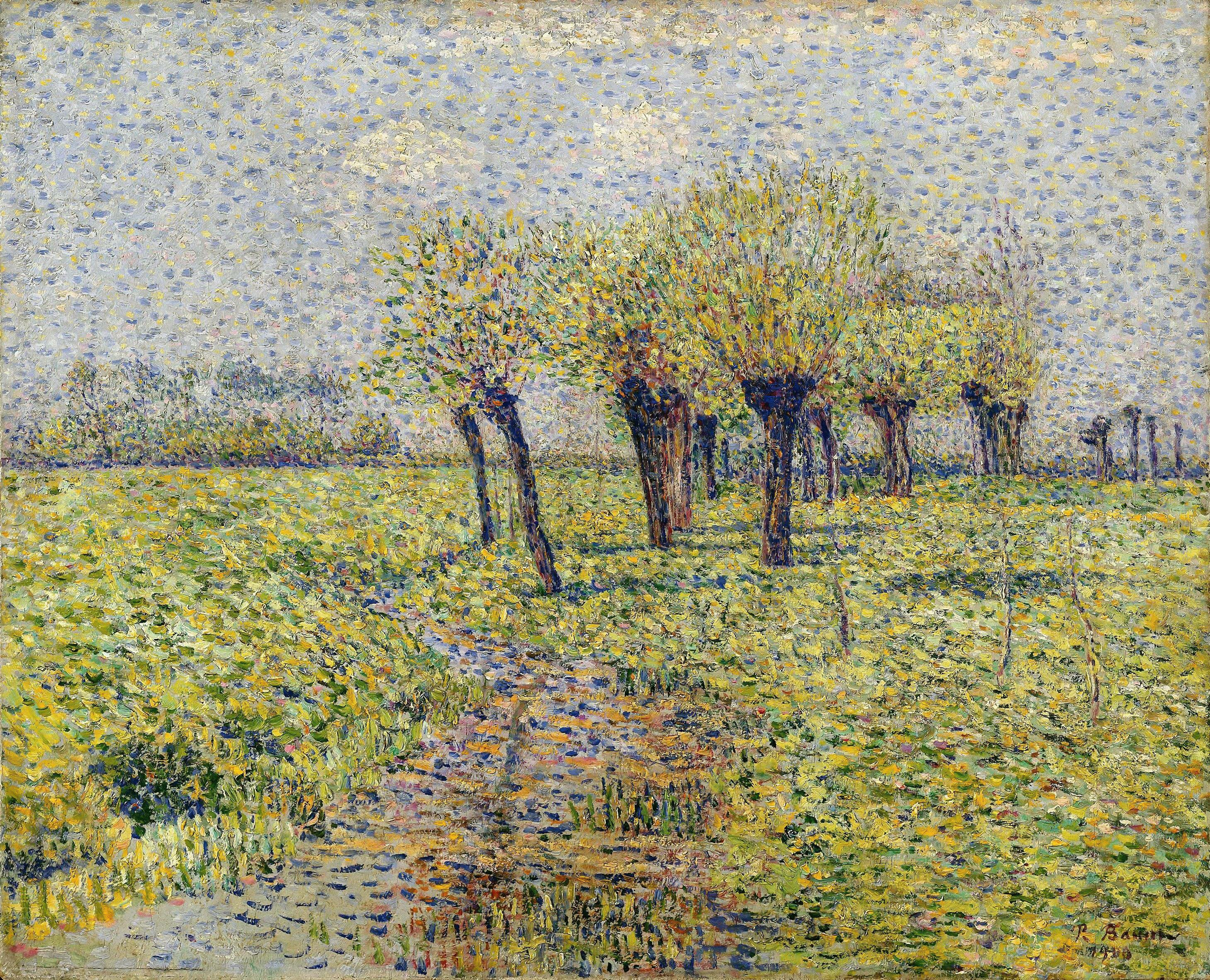
Paul Baum (1900): Weiden am Bach

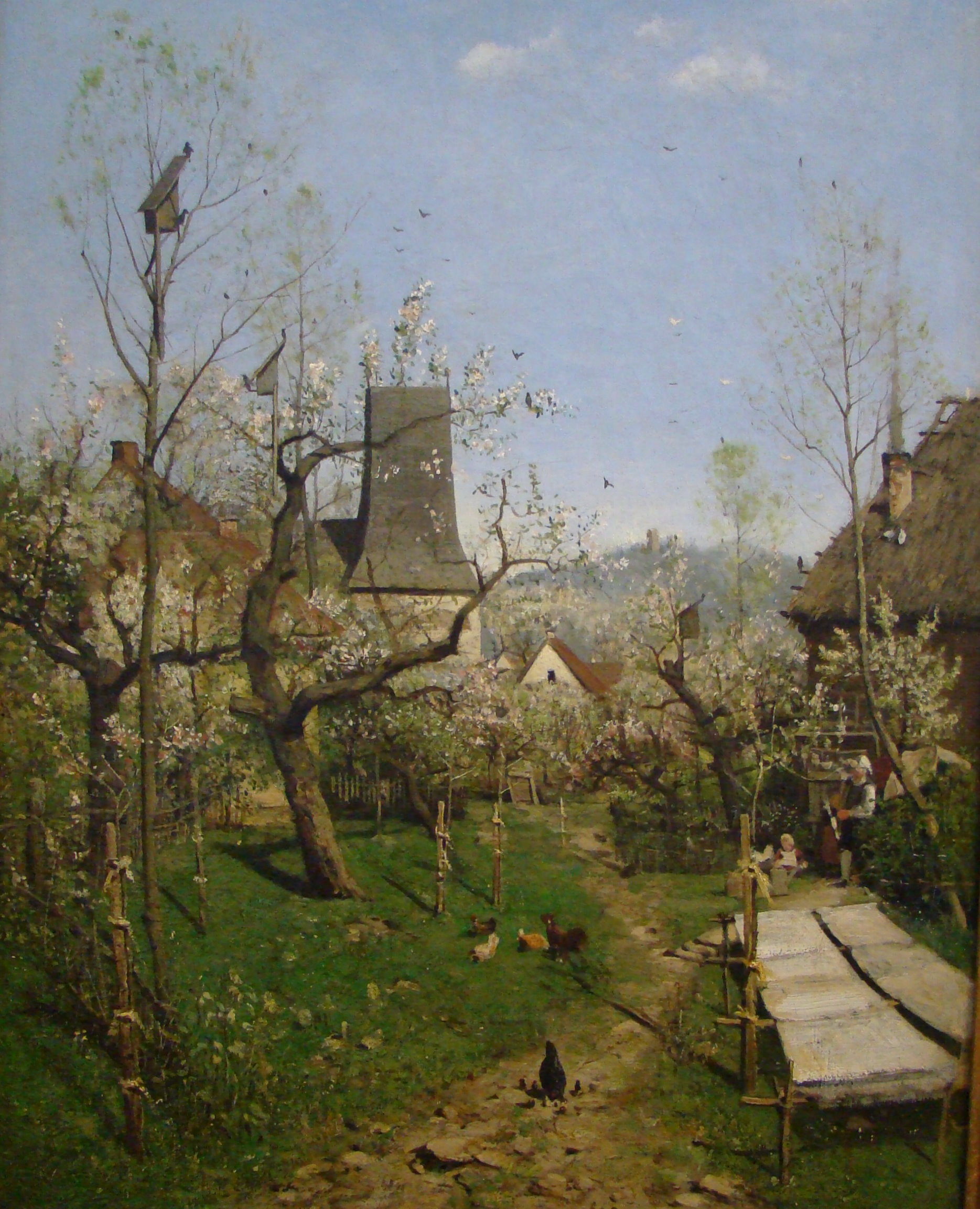
Karl Buchholz (1868): Frühling in Oberweimar – Alte Nationalgalerie, Berlin

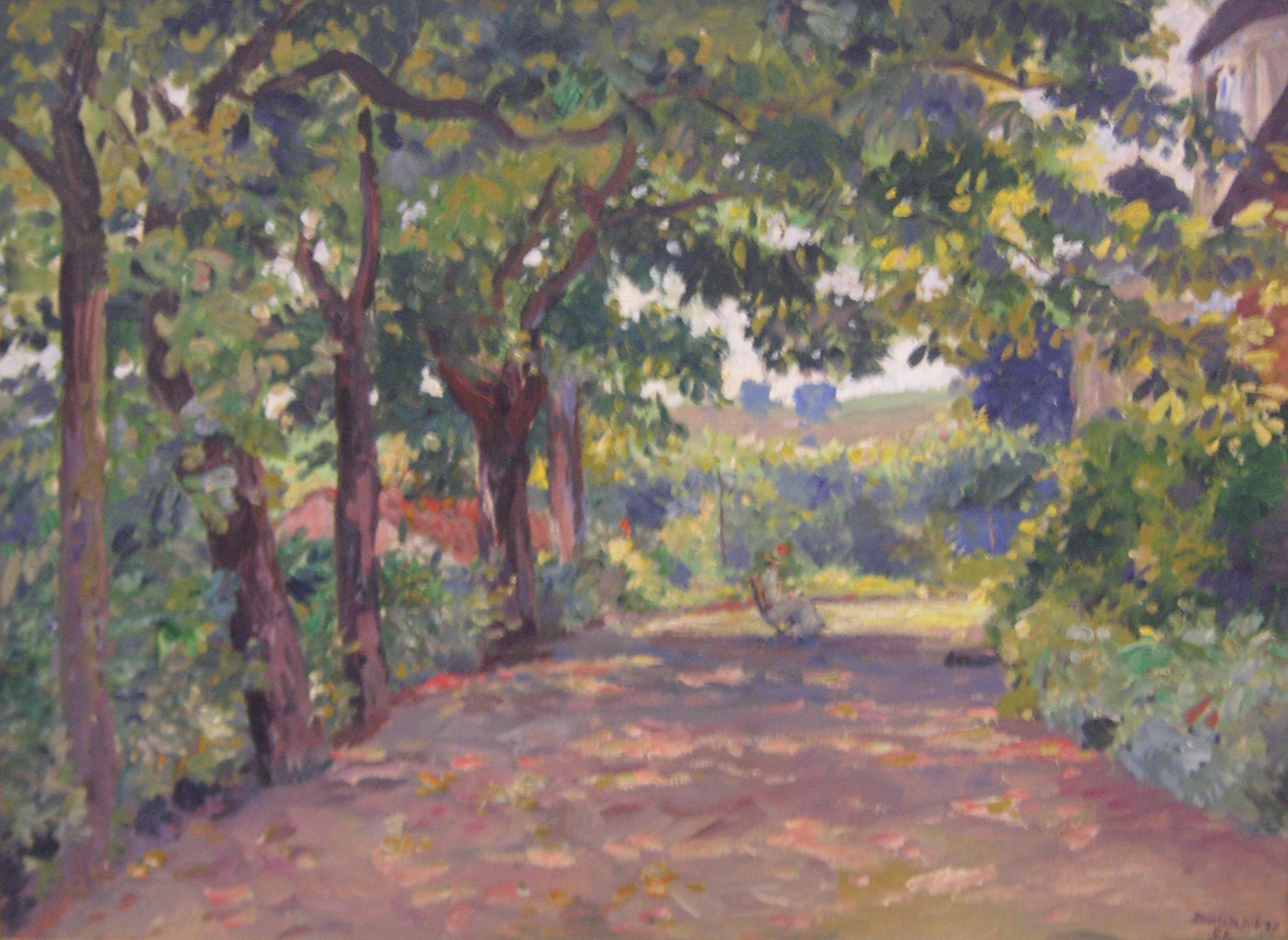
Ludwig von Gleichen-Rußwurm (1897): Schloßgarten in Bonnland

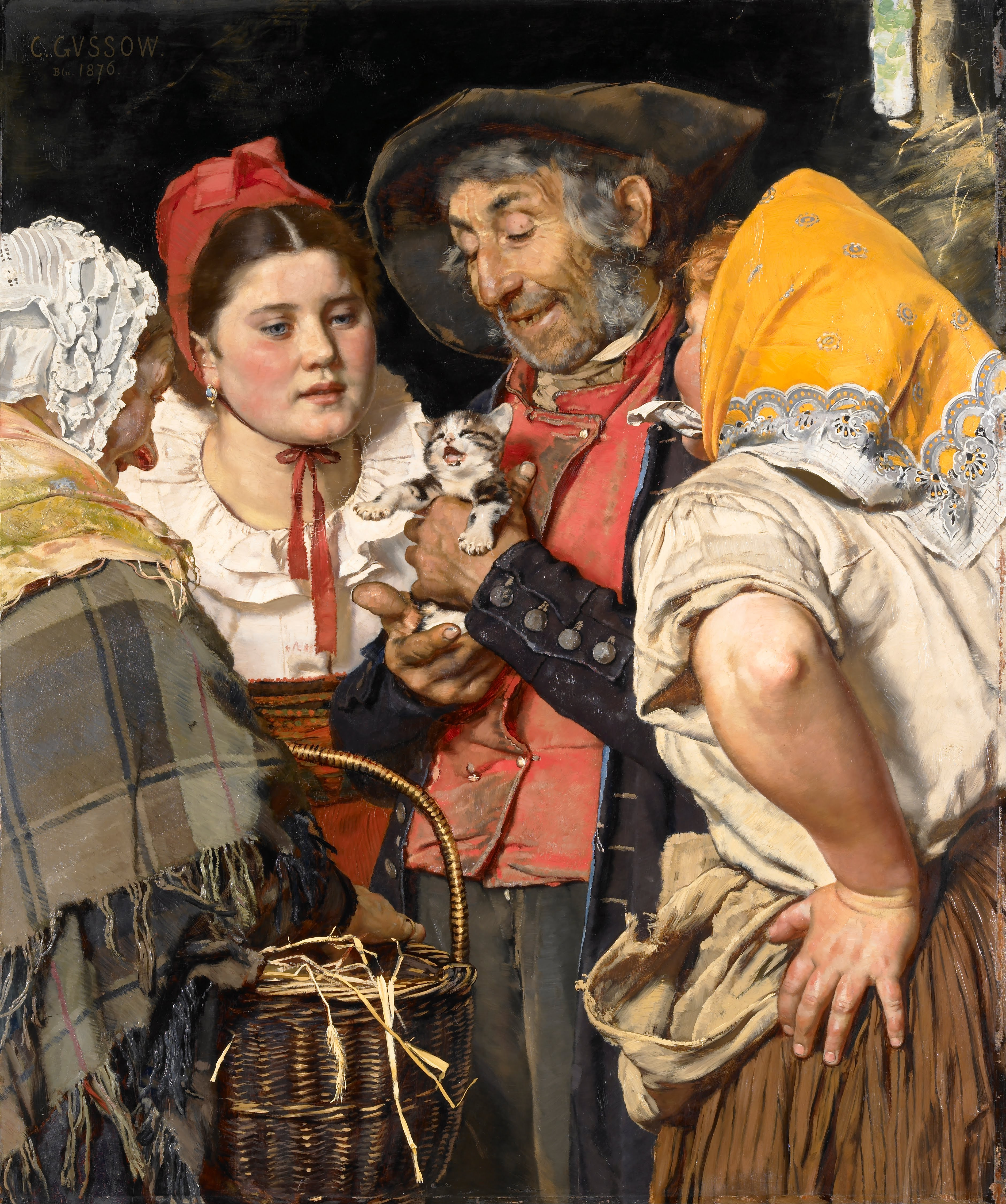
Karl Gussow (1876): Das Kätzchen, Walker Art Gallery, Liverpool

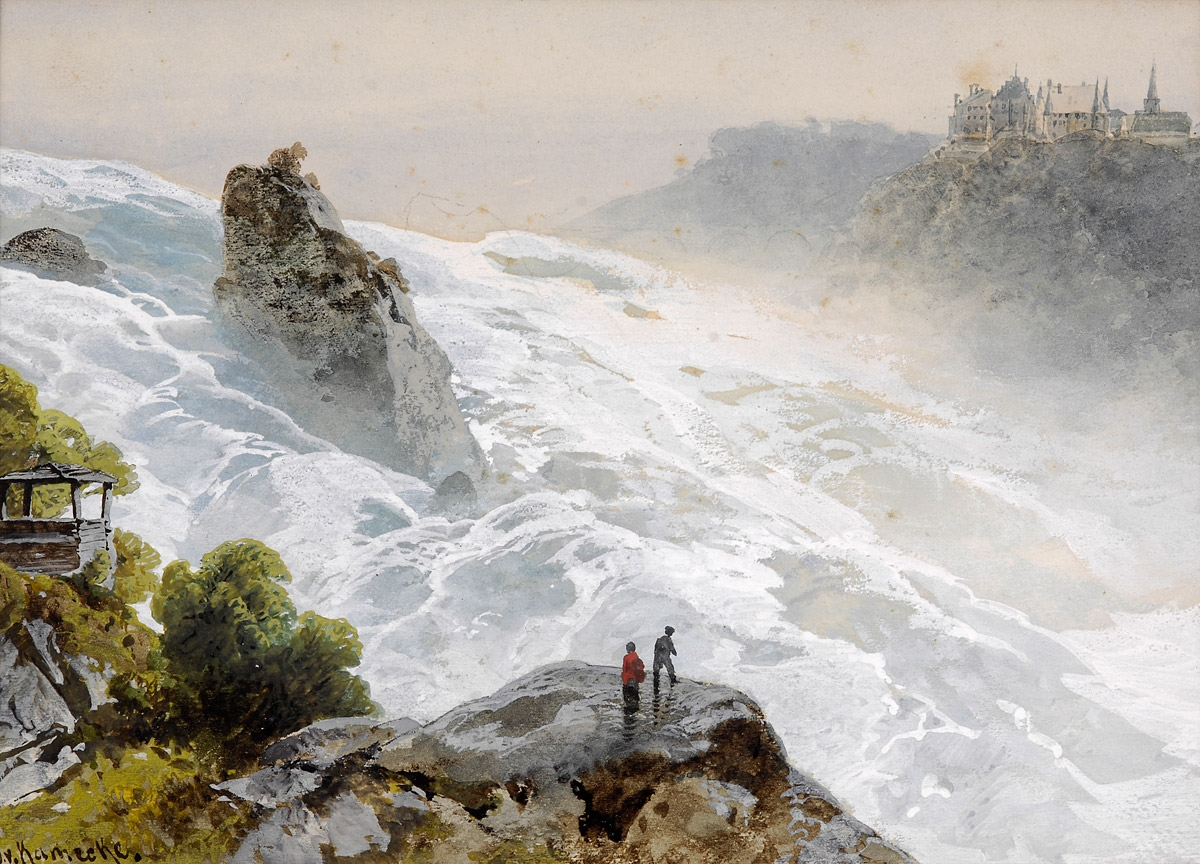
Otto von Kameke (1899): Der Rheinfall bei Schaffhausen

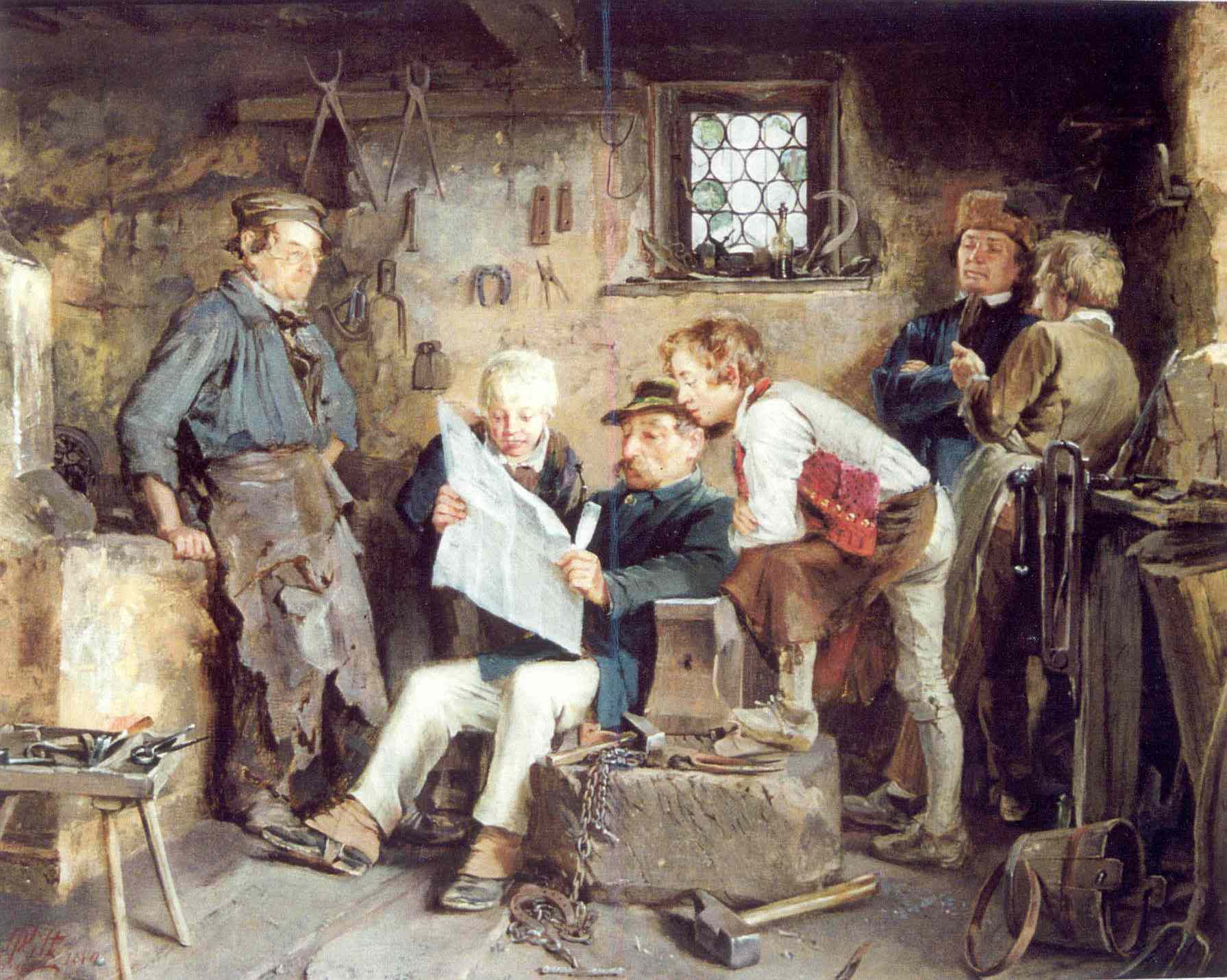
Otto Piltz (1870): Die Politiker

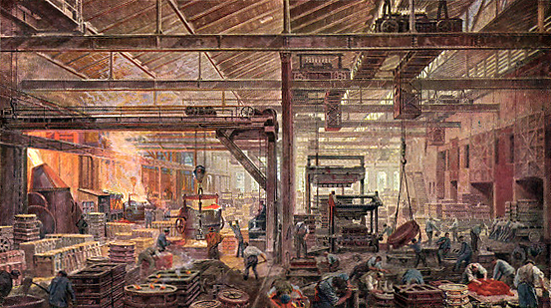
Adolf Rettelbusch (etwa 1927): Grusonwerk-Krupp Stahlgiesserei, Magdeburg

Wenn man die Liste der eingeschriebenen Studenten durchgeht, so fällt auf, dass eine Reihe von Studenten anderer Malerschulen ihr Studium an der Weimarer Schule fortsetzten. Dies zeigt, dass der Ruf dieser Kunstschule sogar über die Landesgrenze hinausging. Besonders bekannt sind u. a.:
- Ludolph Berkemeier (1864–1931)
- Ferdinand Brütt (1849–1936)
- Karl Sondermann (1862–1926)
- Hugo L. Braune (1872–1937)
- August Haake (1889–1915)
- Wilhelm Hasemann (1850–1913)
- Franz Hoffmann-Fallersleben (1855–1927)
- Alexander Olbricht (1876–1942)
- Otto Günther (1838–1884)

### Wichtige Vertreter der Weimarer Malerschule
- Carl Albrecht (1862–1926)
- Fritz Amann (1878–1969)
- Franz Arndt (1842–1905)
- Carl Arp (1867–1913)
- Paul Baum (1859–1932)
- Otto Braune (1859–1945)
- Albert Heinrich Brendel (1827–1895)
- Karl Buchholz (1849–1889)
- Julius Victor Carstens (1849–1908)
- Paul Eduard Crodel (1862–1928)
- Elmar von Eschwege (1856–1935)
- Hans Peter Feddersen (1848–1941)
- Berthold Paul Förster (1851–1925)
- Mathilde Freiin von Freytag-Loringhoven (1860–1941)
- Otto Fröhlich (1869–1940)
- Ernst Henseler (1852–1940)
- Johannes Gehrts (1855–1921)
- Casimir Geibel (1839–1896)
- Ludwig von Gleichen-Rußwurm (1836–1901)
- Franz Emil Goepfart (1866–1926)
- Hermann Eugen Graf (1873–1940)
- Hans Greinke (1891–1960)
- Otto Günther (1838–1884)
- Leopold Günther-Schwerin (1865–1945)
- Carl Gussow (1843–1907)
- Fritz Gutmann (1870–?)
- Hermann Heuber (1843–1923)
- Rudolf Höckner (1864–1942)
- Carl Holzapfel (1865–1926)
- Rudolf Holzschuh (1865–1943)
- Leopold Karl Walter Graf von Kalckreuth (1855–1928)
- Otto von Kameke (1826–1899)
- Max Liebermann (1847–1935)
- Carl Malchin (1838–1923)
- Max Martini (1867–1920)
- Max Merker (1861–1928)
- Alexander Michelis (1823–1868)
- Benedikt Momme Nissen (1870–1943)
- Max Oehler (1881–1943)
- Otto Piltz (1846–1910)
- Leon Pohle (1841–1908)
- Louis Preller (1822–1901)
- Otto Rasch (1862–1932)
- Adolf Rettelbusch (1858–1934)
- Rudolf Ridel (1828–1893)
- Paul Riess (1857–1933)
- Carl Rodeck (1841–1909)
- Christian Rohlfs (1849–1938)
- Josef Rolletschek (1859–1934)
- Eduard Schaller (1802–1848)
- Friedrich Albert Schmidt (1846–1916)
- Hugo Schöpfer (1878–1931)
- Albert Schröder (1854–1939)
- Carl Frithjof Smith (1859–1917)
- Richard Starcke (1864–1945)
- Paul Thumann (1834–1908)
- Minna Beckmann-Tube (1881–1964)
- Paul Wilhelm Tübbecke (1848–1924)
- Eduard Weichberger (1843–1913)
- Peter Woltze (1860–1925)
- Wilhelm Zimmer (1853–1937)
- Emil Zschimmer (1842–1917)

### Künstler, die nach 1900 die Weimarer Kunst- bzw. Hochschule besuchten
- Anna Elisabeth Angermann (1883–1985)
- Hans Arp (1886–1966)
- Max Beckmann (1884–1950)
- Else Bostelmann (1882–1961)
- Erich Dummer (1889–1929)
- Elisabeth Wilhelmine Johanna Bitterling-Wolters (1892–1982)
- Marianne Brandt (1893–1983)
- Ella Bergmann-Michel (1895–1971)
- Franciska Clausen (1899–1986)
- Otto Illies (1881–1959)
- Albert Johannsen (1890–1975)
- Magda Langenstraß-Uhlig (1888–1965)
- Fritz Lattke (1895–1980)
- Carlo Mense (1886–1965)
- Eduard Morres (1884–1980)
- Fritz Neuenhahn (1888–1947)
- Hans Richter (1888–1976)
- Karl Peter Röhl (1890–1975)
- Erwin Vollmer (1884–1973)
- Erich Windbichler (1904–1944)
- Erika Zschimmer (1890–1974)
- Hugo Körtzinger (1892–1967)